# Mirovni ugovor iz Pruta
Mirovni ugovor iz Pruta potpisan je na obalama rijeke Prut (blizu grada Iaşia u Rumunjskoj) 21. srpnja 1711. između Otomanskog carstva i Ruskog carstva njime je završio Rusko-turski rat 1710. – 1711. Ovaj ratni sukob završio je porazom Rusije, i Otomanskom pobjedom, ugovor su s ruske strane dogovarali i potpisali; P. Šafirov i M.P. Šeremetjev, a s otomanske strane Veliki vezir Mehmed paša. Time je ujedno završilo sudjelovanje Otomanskog carstva u Velikom sjevernom ratu, a to je pak omogućilo Rusiji da se punom snagom okomi na svoje tadašnje sjeverne neprijatelje, prije svega Švedsku.
Ovim Ugovorom Rusija se obvezala vratiti grad Azov Otomanskom carstvu, a utvrdu Taganrog i još nekoliko porušiti. Istovremeno ruski car se obvezao da će se prestati uplitati u unutrašnje stvari Poljsko - Litvanske federacije (Država dviju naroda), koju je Rusija držala svojim interesnim područjem. Također je švedskom kralju Karlu XII. omogućen miran povratak u domovinu kroz ruske zemlje. 

## Vanjske poveznice
|  | Zajednički poslužitelj ima još gradiva o temi Mirovni ugovor iz Pruta |